# Élections régionales de 2015 dans les Pays de la Loire
Pour un article plus général, voir Élections régionales françaises de 2015.
Les élections régionales dans les Pays de la Loire se déroulent les 6 et 13 décembre 2015.

## Mode de scrutin
Le mode de scrutin est fixé par le Code électoral. Les conseillers régionaux sont élus pour six ans : Les conseillers régionaux sont élus au scrutin de liste à deux tours sans adjonction ni suppression de noms et sans modification de l'ordre de présentation. Chaque liste est constituée d'autant de sections qu'il y a de départements dans la région.
Si une liste a recueilli la majorité absolue des suffrages exprimés au premier tour, le quart des sièges lui est attribué. Le reste est réparti à la proportionnelle suivant la règle de la plus forte moyenne. Une liste ayant obtenu moins de 5 % des suffrages exprimés ne peut se voir attribuer un siège. Sinon on procède à un second tour où peuvent se présenter les listes ayant obtenu 10 % des suffrages exprimés. La composition de ces listes peut être modifiée pour comprendre les candidats ayant figuré au premier tour sur d’autres listes, sous réserve que celles-ci aient obtenu au premier tour au moins 5 % des suffrages exprimés et ne se présentent pas au second tour. À l’issue du second tour, les sièges sont répartis de la même façon.
Les sièges étant attribués à chaque liste, on effectue ensuite la répartition entre les sections départementales, au prorata des voix obtenues par la liste dans chaque département.

## Listes et candidats

### Communistes
Liste menée par Olivier Terrien.

### Debout la France (DLF)
Cécile Bayle de Jessé, directrice d'un cabinet de médiation familiale, elle est présidente de l'association familles rurales de la Sarthe et ancienne conseillère régionale des Pays de la Loire. Elle fut la tête de liste aux Élections européennes de 2014 dans le Grand Ouest, où elle recueillit 3,62 % des suffrages exprimés. Actuellement conseillère municipale de Mamers. Elle est déléguée à la famille de Debout la France.
La liste est soutenue par le Mouvement écologiste indépendant (MEI).
Les têtes de liste départementales sont :
- Loire-Atlantique : Sophie van Goethem[7] ;
- Maine-et-Loire : Jean-Jacques Guibert[8] ;
- Mayenne : Alain Guinoiseau[9] ;
- Sarthe : Cécile Bayle de Jessé[10] ;
- Vendée : Isabelle Gallot[11].

### Europe Écologie Les Verts (EELV)
Sophie Bringuy, vice-présidente du conseil régional chargée de l'Environnement, est désignée tête de liste (placée dans la Sarthe) pour Europe Écologie Les Verts en mai 2015.
En juin 2015, les têtes de listes régionales sont désignées, à l'exception de la Vendée (réservée à une candidate d'ouverture). Il s'agit de Franck Nicholon (Loire-Atlantique), Maël Rannou (Mayenne) et Christelle Cardet (Maine-et-Loire). Seule cette dernière est une élue sortante.
Le 15 septembre, la candidate tête de liste d'ouverture en Vendée est annoncée, il s'agit de Lucie Etonno, militante associative de Dompierre.
Le 7 novembre, l'ensemble des listes sont déposées en préfecture.
Le 8 novembre, à l'occasion du dévoilement des listes, EELV dévoile son accord avec le Parti pirate, qui a un candidat sur la liste Sarthoise.

### Front national (FN)
Pascal Gannat, secrétaire du FN de la Sarthe. Il s'est présenté aux élections départementales 2015 dans le canton de Château-du-Loir dans la Sarthe. Lors de cette élection, il accède avec son binôme au second tour où il obtient 3 377 voix soit 38,86 % face au binôme UMP.
Les têtes de liste départementales sont :
- Loire-Atlantique : Samuel Potier[17]
- Maine-et-Loire : Aymeric Merlaud[18]
- Mayenne : Bruno de la Morinière
- Sarthe : Pascal Gannat
- Vendée : Brigitte Neveux

### Les Républicains / Union des démocrates et indépendants / Mouvement démocrate
Bruno Retailleau, sénateur de la Vendée, président du groupe Les Républicains au Sénat est le candidat d'une liste commune entre Les Républicains et l'UDI.
Bruno Retailleau (LR) est la tête de liste départementale dans la Vendée, Christelle Morançais (LR) dans la Sarthe, Yannick Favennec Becot (UDI) en Mayenne, Paul Jeanneteau (LR) dans le Maine-et-Loire et Laurence Garnier (LR) dans la Loire-Atlantique.
Yannick Favennec, député de la Mayenne et conseiller régional sortant, était la tête de liste de l'UDI avant cet accord.
Le 15 octobre, Patricia Gallerneau, tête de liste Modem, annonce après négociation former une liste d'union de la droite et du centre avec Bruno Retailleau, celle-ci accueillera six membres du Modem dont plusieurs en position éligible.

### Lutte ouvrière (LO)
Eddy Le Beller conduit la liste du parti d'extrême gauche Lutte ouvrière.
Les têtes de liste départementales sont :
- Loire-Atlantique : Eddy Le Beller
- Maine-et-Loire : Céline L'Huillier
- Mayenne : Martine Amelin[25] ;
- Sarthe : Yves Scheer[26] ;
- Vendée : Gilles Robin

### Parti communiste français / Mouvement républicain et citoyen
Alain Pagano, conseiller municipal d'opposition à Angers et membre du Parti communiste français (PCF), est à la tête d'une liste réunissant également le Mouvement républicain et citoyen (MRC) et des représentants de la société civile. La liste, à laquelle ne participe pas le Parti de gauche (PG) du fait d'un désaccord au sujet du projet d'aéroport du Grand Ouest, prend le titre de « L'humain d'abord ».
Les têtes de liste départementales sont :
- Loire-Atlantique : Véronique Mahé
- Maine-et-Loire : Alain Pagano
- Mayenne : Aurelien Guillot
- Sarthe : Christophe Arnaudy
- Vendée : Caroline Pottier

### Parti socialiste / Parti radical de gauche / Écologistes divers
Christophe Clergeau, premier vice-président du conseil régional, annonce qu'il est candidat à l'investiture du PS le 8 décembre 2014 à Nantes, en présence de personnalités socialistes locales telles que la maire de Nantes Johanna Rolland, les députés Hugues Fourage, Dominique Raimbourg, et la sénatrice Michelle Meunier.
Opposé à deux autres candidats, il est investi à la fin du mois de janvier 2015 par le Parti socialiste. Il choisit peu après le député de Maine-et-Loire Luc Belot comme directeur de campagne. En avril, il annonce le lancement des « 100 jours pour oser les Pays de la Loire », qu'il présente comme une phase de « rencontres, débats et dialogues citoyens » pour construire son projet.
Le 14 septembre, il déclare qu'en cas de victoire, il instaurera la « gratuité des transports scolaires » à la rentrée scolaire de 2017, date du transfert de cette compétence aux Régions conformément à la loi NOTRe.
En octobre, il passe un accord avec divers partis écologistes (PE, ES, FD, GE, Cap21) et le Parti radical de gauche (PRG).
Christophe Clergeau sera premier de la section de Loire-Atlantique. Stella Dupont, maire de Chalonnes-sur-Loire, est première du Maine-et-Loire. Jean-Pierre Le Scornet, vice-président du conseil régional, est premier de Mayenne. Olivier Biencourt, conseiller régional et vice-président de Le Mans Métropole, est premier de Sarthe. Stéphane Ibarra, conseiller départemental, est premier de Vendée,.
La composition des sections départementales est annoncée le 6 octobre. Elles comptent alors 30 % de candidats issus de la « société civile » ou des forces politiques autres que le PS. Ce même jour, Christophe Clergeau organise un meeting réunissant 1 400 personnes aux Ponts-de-Cé afin de lancer officiellement sa campagne, imitant Jacques Auxiette qui avait choisi la même salle en 2010.
Le 21 octobre, la presse locale révèle que le Premier ministre Manuel Valls a décidé de faire son premier meeting de la campagne des élections régionales le 19 novembre au Mans, aux côtés du ministre de l'Agriculture Stéphane Le Foll. Ce choix semble justifié par les forts résultats obtenus par le Front national en Sarthe lors des élections départementales.
La liste est officiellement déposée dès le 2 novembre par le sénateur Yannick Vaugrenard, mandataire de la campagne. Sur les 103 candidats, 20 sont des élus régionaux sortants, 10 disposent d'un mandat de maire et aucun n'est parlementaire. Le nom de la liste est dévoilé à l'occasion du tirage au sort de l'ordre de présentation, le 9 novembre : « Tous unis pour les Pays de la Loire, la gauche et les écologistes avec Christophe Clergeau », celle-ci se voyant attribuer la 7e position.
Il annonce la suspension de sa campagne sur le réseau social Twitter le 14 novembre, à la suite des attentats de Paris et Saint-Denis. Il fait savoir deux jours plus tard que le meeting prévu au Mans est annulé, expliquant que « Cette décision intervient après les attentats de Paris et de Saint-Denis à la suite desquels toute la mobilisation du gouvernement est requise. ».
Le 23 novembre, il organise une conférence de presse et annonce la reprise de sa campagne. Il présente alors les principales mesures de son projet, notamment un investissement d'un million d'euros dans la sécurité des lycées publics et CFA, un fonds de soutien de 200 000 euros pour le spectacle vivant, des formations sur mesure pour les chômeurs afin de pourvoir aux emplois vacants, et rappelle sa proposition de gratuité des transports scolaires.

### Union populaire républicaine (UPR)
Alain Parisot est la tête de liste pour l'Union populaire républicaine dans la région Pays de la Loire,.
Les têtes de liste départementales sont :
- Loire-Atlantique : Alain Parisot
- Maine-et-Loire : Emmanuel Rouger
- Mayenne : Lucio Stiz
- Sarthe : Eric Lemesre
- Vendée : Jocelyn Mathubert

### Choisir nos régions et Réunifier la Bretagne
Cette liste est menée par Gilles Denigot et Anne-Claire Quiviger. Elle est soutenue par l'Union démocratique bretonne, le Mouvement Bretagne et progrès, le Parti breton et Breizhistance.
Les têtes de liste départementales sont :
- Loire-Atlantique : Gilles Denigot[50]
- Maine-et-Loire : Martine Iliou[50]
- Mayenne : Marc-André Le Lem[50]
- Sarthe : Nelly Guet[50]
- Vendée : Valérie Pelletier[50]

## Sondages
Avertissement : Les résultats des intentions de vote ne sont que la mesure actuelle des rapports de force politiques. Ils ne sont en aucun cas prédictifs du résultat des prochaines élections.
La marge d'erreur de ces sondages est de 4,5 % pour 500 personnes interrogées, 3,2 % pour 1000, 2,2 % pour 2000 et 1,6 % pour 4000.

### Premier tour
Pour des raisons techniques, il est temporairement impossible d'afficher le graphique qui aurait dû être présenté ici.

| Institut | Date                   | Échantillon | LO       | EXG     | PCF    | EÉLV    | PS       | UDB     | LR         | DLF   | UPR     | FN     |
| Institut | Date                   | Échantillon | LeBeller | Terrien | Pagano | Bringuy | Clergeau | Denigot | Retailleau | Bayle | Parisot | Gannat |
| -------- | ---------------------- | ----------- | -------- | ------- | ------ | ------- | -------- | ------- | ---------- | ----- | ------- | ------ |
| Institut | Date                   | Échantillon |          |         |        |         |          |         |            |       |         |        |
| Ipsos    | 20 au 29 novembre 2015 | 23 061      | 1        | 0,5     | 2      | 6       | 27       | 1,5     | 32         | 4     | 1       | 25     |
| BVA      | 17 au 23 novembre 2015 | 795         | 0,5      | 0,5     | 4      | 6       | 24       | 2,5     | 38         | 1,5   | < 0,5   | 23     |
| BVA      | 6 au 15 octobre 2015   | 930         | 1 %      | -       | 6      | 7       | 23       | 4       | 36         | 2     | -       | 16     |

### Second tour
| Institut | Date                   | Échantillon | PS       | LR         | FN     |
| Institut | Date                   | Échantillon | Clergeau | Retailleau | Gannat |
| -------- | ---------------------- | ----------- | -------- | ---------- | ------ |
| Institut | Date                   | Échantillon |          |            |        |
| Ipsos    | 20 au 29 novembre 2015 | 23 061      | 37       | 39         | 24     |
| BVA      | 17 au 23 novembre 2015 | 795         | 34       | 42         | 24     |
| BVA      | 6 au 15 octobre 2015   | 930         | 37       | 45         | 18     |

## Résultats

### Global
|                          |                          |                          |              |              |             |               |        |               |
| Tête de liste            | Tête de liste            | Liste                    | Premier tour | Premier tour | Second tour | Second tour   | Sièges | +/-           |
| Tête de liste            | Tête de liste            | Liste                    | Voix         | %            | Voix        | %             | Sièges | +/-           |
|                          | Bruno Retailleau         | LR-UDI-MoDem-CPNT-MPF    | 424 951      | 33,49        | 620 245     | 42,70         | 54     | 24            |
|                          | Christophe Clergeau      | PS-PRG-UDE-GE-Cap21-ES   | 326 764      | 25,75        | 545 637     | 37,56         | 26     | 37            |
|                          | Sophie Bringuy           | EELV                     | 99 253       | 7,82         | 545 637     | 37,56         | 26     | 37            |
|                          | Pascal Gannat            | FN                       | 270 888      | 21,35        | 286 723     | 19,74         | 13     | 13            |
|                          | Cécile Bayle de Jesse    | DLF                      | 51 873       | 4,09         |             |               | 0      | en stagnation |
|                          | Alain Pagano             | PCF-MRC                  | 42 305       | 3,33         | 0           | en stagnation |        |               |
|                          | Eddy Le Beller           | LO                       | 18 626       | 1,47         | 0           | en stagnation |        |               |
|                          | Gilles Denigot           | UDB-MBP-PB               | 16 096       | 1,27         | 0           | en stagnation |        |               |
|                          | Alain Parisot            | UPR                      | 16 022       | 1,26         | 0           | en stagnation |        |               |
|                          | Olivier Terrien          | EXG                      | 2 164        | 0,17         | 0           | en stagnation |        |               |
|                          |                          |                          |              |              |             |               |        |               |
| Suffrages exprimés       | Suffrages exprimés       | Suffrages exprimés       | 1 268 925    | 95,30        | 1 452 605   | 95,22         |        |               |
| Votes blancs             | Votes blancs             | Votes blancs             | 39 600       | 2,98         | 38 543      | 2,53          |        |               |
| Votes nuls               | Votes nuls               | Votes nuls               | 22 990       | 1,72         | 34 405      | 2,25          |        |               |
| Total                    | Total                    | Total                    | 1 331 515    | 100          | 1 525 553   | 100           | 93     | en stagnation |
| Abstentions              | Abstentions              | Abstentions              | 1 333 357    | 50,03        | 1 139 035   | 42,75         |        |               |
| Inscrits / Participation | Inscrits / Participation | Inscrits / Participation | 2 664 872    | 49,97        | 2 664 588   | 57,25         |        |               |

### Par départements

#### Loire-Atlantique
| Tête de liste | Tête de liste       | Liste                  | Premier tour | Premier tour | Second tour | Second tour | Sièges | Sièges |
| Tête de liste | Tête de liste       | Liste                  | #            | %            | #           | %           | #      | %      |
| ------------- | ------------------- | ---------------------- | ------------ | ------------ | ----------- | ----------- | ------ | ------ |
|               | Christophe Clergeau | PS-PRG-UDE-GE-Cap21-ES | 143 513      | 30,64        | 241 422     | 45,23       | 12     | 34,29  |
|               | Franck Nicolon      | EÉLV                   | 44 157       | 9,43         | 241 422     | 45,23       | 12     | 34,29  |
|               | Laurence Garnier    | LR-UDI-MoDem-CPNT-MPF  | 137 503      | 29,36        | 209 015     | 39,16       | 19     | 54,29  |
|               | Samuel Potier       | FN                     | 83 172       | 17,76        | 83 342      | 15,61       | 4      | 11,43  |
|               | Véronique Mahé      | PCF-MRC                | 17 531       | 3,74         |             |             |        |        |
|               | Sophie Van Goethem  | DLF                    | 16 842       | 3,60         |             |             |        |        |
|               | Gilles Denigot      | UDB-MBP-PB             | 12 497       | 2,67         |             |             |        |        |
|               | Eddy Le Beller      | LO                     | 6 543        | 1,40         |             |             |        |        |
|               | Alain Parisot       | UPR                    | 5 578        | 0,58         |             |             |        |        |
|               | Chantal Girardin    | EXG                    | 988          | 0,21         |             |             |        |        |
|               |                     |                        |              |              |             |             |        |        |
| Inscrits      | Inscrits            | Inscrits               | 967 468      | 100,00       | 967 372     | 100,00      |        |        |
| Abstentions   | Abstentions         | Abstentions            | 480 984      | 49,72        | 409 547     | 42,34       |        |        |
| Votants       | Votants             | Votants                | 486 484      | 50,28        | 557 825     | 57,66       |        |        |
| Blancs        | Blancs              | Blancs                 | 12 042       | 2,48         | 14 622      | 2,62        |        |        |
| Nuls          | Nuls                | Nuls                   | 6 118        | 1,26         | 9 424       | 1,69        |        |        |
| Exprimés      | Exprimés            | Exprimés               | 472 914      | 96,27        | 533 779     | 95,69       |        |        |

#### Maine-et-Loire
| Tête de liste | Tête de liste        | Liste                  | Premier tour | Premier tour | Second tour | Second tour | Sièges | Sièges |
| Tête de liste | Tête de liste        | Liste                  | #            | %            | #           | %           | #      | %      |
| ------------- | -------------------- | ---------------------- | ------------ | ------------ | ----------- | ----------- | ------ | ------ |
|               | Paul Jeanneteau      | LR-UDI-MoDem-CPNT-MPF  | 87 879       | 33,69        | 131 267     | 43,60       | 11     | 57,89  |
|               | Stella Dupont        | PS-PRG-UDE-GE-Cap21-ES | 64 591       | 24,77        | 108 610     | 36,07       | 5      | 26,32  |
|               | Christelle Cardet    | EÉLV                   | 21 419       | 8,21         | 108 610     | 36,07       | 5      | 26,32  |
|               | Aymeric Merlaud      | FN                     | 57 655       | 22,11        | 61 213      | 20,33       | 3      | 15,79  |
|               | Jean-Jacques Guibert | DLF                    | 11 443       | 4,39         |             |             |        |        |
|               | Alain Pagano         | PCF-MRC                | 8 521        | 3,27         |             |             |        |        |
|               | Céline L'Huillier    | LO                     | 4 332        | 1,66         |             |             |        |        |
|               | Emmanuel Rouger      | UPR                    | 3 696        | 1,42         |             |             |        |        |
|               | Martine Iliou        | UDB-MBP-PB             | 1 043        | 0,40         |             |             |        |        |
|               | Samuel Magaud        | EXG                    | 232          | 0,09         |             |             |        |        |
|               |                      |                        |              |              |             |             |        |        |
| Inscrits      | Inscrits             | Inscrits               | 561 748      | 100,00       | 561 670     | 100,00      |        |        |
| Abstentions   | Abstentions          | Abstentions            | 286 243      | 50,96        | 244 188     | 43,48       |        |        |
| Votants       | Votants              | Votants                | 275 505      | 49,04        | 317 482     | 56,52       |        |        |
| Blancs        | Blancs               | Blancs                 | 8 848        | 3,21         | 7 574       | 2,39        |        |        |
| Nuls          | Nuls                 | Nuls                   | 5 846        | 2,12         | 8 818       | 2,78        |        |        |
| Exprimés      | Exprimés             | Exprimés               | 260 811      | 94,67        | 301 090     | 94,84       |        |        |

#### Mayenne
| Tête de liste | Tête de liste          | Liste                  | Premier tour | Premier tour | Second tour | Second tour | Sièges | Sièges |
| Tête de liste | Tête de liste          | Liste                  | #            | %            | #           | %           | #      | %      |
| ------------- | ---------------------- | ---------------------- | ------------ | ------------ | ----------- | ----------- | ------ | ------ |
|               | Yannick Favennec Becot | UDI-LR-MoDem-CPNT-MPF  | 35 738       | 36,05        | 53 380      | 46,23       | 4      | 66,67  |
|               | Jean-Pierre Le Scornet | PS-PRG-UDE-GE-Cap21-ES | 22 860       | 23,06        | 37 706      | 32,65       | 1      | 16,67  |
|               | Maël Rannou            | EÉLV                   | 7 185        | 7,25         | 37 706      | 32,65       | 1      | 16,67  |
|               | Bruno de la Morinière  | FN                     | 21 771       | 21,96        | 24 390      | 21,12       | 1      | 16,67  |
|               | Alain Guinoiseau       | DLF                    | 4 943        | 4,99         |             |             |        |        |
|               | Aurélien Guillot       | PCF-MRC                | 2 702        | 2,73         |             |             |        |        |
|               | Martine Amelin         | LO                     | 1 621        | 1,64         |             |             |        |        |
|               | Luccio Stiz            | UPR                    | 1 596        | 1,61         |             |             |        |        |
|               | Marc-André Le Lem      | UDB-MBP-PB             | 633          | 0,64         |             |             |        |        |
|               | Frédérique Jousselin   | EXG                    | 89           | 0,09         |             |             |        |        |
|               |                        |                        |              |              |             |             |        |        |
| Inscrits      | Inscrits               | Inscrits               | 222 439      | 100,00       | 222 432     | 100,00      |        |        |
| Abstentions   | Abstentions            | Abstentions            | 115 642      | 51,99        | 99 074      | 44,54       |        |        |
| Votants       | Votants                | Votants                | 106 797      | 48,01        | 123 358     | 55,46       |        |        |
| Blancs        | Blancs                 | Blancs                 | 4 211        | 3,94         | 3 335       | 2,70        |        |        |
| Nuls          | Nuls                   | Nuls                   | 3 448        | 3,23         | 4 547       | 3,69        |        |        |
| Exprimés      | Exprimés               | Exprimés               | 99 138       | 92,83        | 115 476     | 93,61       |        |        |

#### Sarthe
| Tête de liste | Tête de liste         | Liste                  | Premier tour | Premier tour | Second tour | Second tour | Sièges | Sièges |
| Tête de liste | Tête de liste         | Liste                  | #            | %            | #           | %           | #      | %      |
| ------------- | --------------------- | ---------------------- | ------------ | ------------ | ----------- | ----------- | ------ | ------ |
|               | Pascal Gannat         | FN                     | 55 405       | 29,67        | 63 868      | 28,87       | 3      | 21,43  |
|               | Christelle Morançais  | LR-UDI-MoDem-CPNT-MPF  | 47 767       | 25,58        | 78 451      | 35,46       | 7      | 50     |
|               | Olivier Biencourt     | PS-PRG-UDE-GE-Cap21-ES | 45 187       | 24,19        | 78 889      | 35,66       | 4      | 28,57  |
|               | Sophie Bringuy        | EÉLV                   | 12 641       | 6,77         | 78 889      | 35,66       | 4      | 28,57  |
|               | Cécile Bayle de Jessé | DLF                    | 9 828        | 5,26         |             |             |        |        |
|               | Christophe Arnaudy    | PCF-MRC                | 7 395        | 3,96         |             |             |        |        |
|               | Yves Cheère           | LO                     | 3 277        | 1,75         |             |             |        |        |
|               | Éric Lemesre          | UPR                    | 3 295        | 1,76         |             |             |        |        |
|               | Nelly Guet            | UDB-MBP-PB             | 1 229        | 0,66         |             |             |        |        |
|               | Vincent Picavez       | EXG                    | 732          | 0,39         |             |             |        |        |
|               |                       |                        |              |              |             |             |        |        |
| Inscrits      | Inscrits              | Inscrits               | 408 181      | 100,00       | 408 133     | 100,00      |        |        |
| Abstentions   | Abstentions           | Abstentions            | 209 769      | 51,39        | 174 312     | 42,71       |        |        |
| Votants       | Votants               | Votants                | 198 412      | 48,61        | 233 821     | 57,29       |        |        |
| Blancs        | Blancs                | Blancs                 | 8 787        | 4,43         | 7 743       | 3,31        |        |        |
| Nuls          | Nuls                  | Nuls                   | 2 872        | 1,45         | 4 870       | 2,08        |        |        |
| Exprimés      | Exprimés              | Exprimés               | 186 753      | 94,12        | 221 208     | 94,61       |        |        |

#### Vendée
| Tête de liste | Tête de liste     | Liste                  | Premier tour | Premier tour | Second tour | Second tour | Sièges | Sièges |
| Tête de liste | Tête de liste     | Liste                  | #            | %            | #           | %           | #      | %      |
| ------------- | ----------------- | ---------------------- | ------------ | ------------ | ----------- | ----------- | ------ | ------ |
|               | Bruno Retailleau  | LR-UDI-MoDem-CPNT-MPF  | 116 165      | 45,71        | 148 144     | 52,71       | 13     | 68,42  |
|               | Brigitte Neveux   | FN                     | 52 930       | 20,83        | 53 898      | 19,18       | 2      | 10,53  |
|               | Stéphane Ibarra   | PS-PRG-UDE-GE-Cap21-ES | 50 663       | 19,93        | 79 029      | 28,12       | 4      | 21,05  |
|               | Lucie Etonno      | EÉLV                   | 13 859       | 5,45         | 79 029      | 28,12       | 4      | 21,05  |
|               | Isabelle Gallot   | DLF                    | 8 837        | 3,48         |             |             |        |        |
|               | Caroline Pottier  | PCF-MRC                | 6 150        | 2,42         |             |             |        |        |
|               | Gilles Robin      | LO                     | 2 858        | 1,12         |             |             |        |        |
|               | Jocelyn Mathubert | UPR                    | 1 859        | 0,73         |             |             |        |        |
|               | Valérie Pelletier | UDB-MBP-PB             | 698          | 0,27         |             |             |        |        |
|               | Christine Picavez | EXG                    | 123          | 0,05         |             |             |        |        |
|               |                   |                        |              |              |             |             |        |        |
| Inscrits      | Inscrits          | Inscrits               | 504 996      | 100,00       | 504 981     | 100,00      |        |        |
| Abstentions   | Abstentions       | Abstentions            | 240 417      | 47,61        | 211 905     | 41,96       |        |        |
| Votants       | Votants           | Votants                | 264 579      | 52,39        | 293 076     | 58,04       |        |        |
| Blancs        | Blancs            | Blancs                 | 5 641        | 2,13         | 5 320       | 1,82        |        |        |
| Nuls          | Nuls              | Nuls                   | 4 796        | 1,81         | 6 685       | 2,28        |        |        |
| Exprimés      | Exprimés          | Exprimés               | 254 142      | 96,06        | 281 071     | 95,90       |        |        |

### Composition par parti et par département
| Liste              | Parti | Loire-Atlantique | Maine-et-Loire | Mayenne | Sarthe | Vendée | Total |
| ------------------ | ----- | ---------------- | -------------- | ------- | ------ | ------ | ----- |
| Union de la droite | LR    | 10               | 7              | 1       | 4      | 7      | 29    |
| Union de la droite | UDI   | 6                | 3              | 2       | 1      | 3      | 15    |
| Union de la droite | DVD   | 2                | 1              | 1       | 2      | 0      | 6     |
| Union de la droite | MoDem | 1                | 0              | 0       | 0      | 1      | 2     |
| Union de la droite | CNIP  | 0                | 0              | 0       | 0      | 1      | 1     |
| Union de la droite | MPF   | 0                | 0              | 0       | 0      | 1      | 1     |
| Union de la gauche | PS    | 6                | 3              | 1       | 2      | 3      | 15    |
| Union de la gauche | EÉLV  | 3                | 1              | 0       | 1      | 0      | 5     |
| Union de la gauche | DVG   | 2                | 1              | 0       | 0      | 1      | 4     |
| Union de la gauche | PRG   | 0                | 0              | 0       | 1      | 0      | 1     |
| Union de la gauche | FD    | 1                | 0              | 0       | 0      | 0      | 1     |
| FN                 | FN    | 4                | 3              | 1       | 3      | 2      | 13    |